# جایزه حلقه منتقدان فیلم نیویورک برای بهترین فیلمبرداری
جایزه حلقه منتقدان فیلم نیویورک برای بهترین فیلمبرداری (انگلیسی: New York Film Critics Circle Award for Best Cinematographer) جایزه‌ای است که «حلقه منتقدان فیلم نیویورک»، از سال ۱۹۸۰ میلادی، به بهترین فیلمبرداری در یک فیلم اهدا می‌نمایند. اولین برندگان این جایزه، «جفری آنسورث» و «گیلان کلوکه» بابت فیلم‌برداریِ فیلمِ «تس» بودند.

## فهرست برندگان
| سال  | برنده                                         | فیلمبردار(ان)                               |
| ---- | --------------------------------------------- | ------------------------------------------- |
| ۱۹۸۰ | تس                                            | گیلان کلوکه و جفری آنسورث                   |
| ۱۹۸۱ | ارابه‌های آتش                                  | دیوید واتکین                                |
| ۱۹۸۲ | انتخاب سوفی                                   | نستور آلمندروس                              |
| ۱۹۸۳ | زلیگ                                          | گوردون ویلیس                                |
| ۱۹۸۴ | میدان‌های کشتار                                | کریس منجس                                   |
| ۱۹۸۵ | خارج از آفریقا                                | دیوید واتکین                                |
| ۱۹۸۶ | اتاقی با یک چشم‌انداز                          | تونی پی‌یرس-رابرتز                           |
| ۱۹۸۷ | آخرین امپراتور                                | ویتوریو استورارو                            |
| ۱۹۸۸ | زیر آسمان برلین                               | آنری آله‌کان                                 |
| ۱۹۸۹ | کار درست را بکن                               | ارنست دیکرسون                               |
| ۱۹۹۰ | آسمان سرپناه                                  | ویتوریو استورارو                            |
| ۱۹۹۱ | بارتون فینک                                   | راجر دیکینس                                 |
| ۱۹۹۲ | بازیگر                                        | ژان لوپن                                    |
| ۱۹۹۳ | فهرست شیندلر                                  | یانوش کامینسکی                              |
| ۱۹۹۴ | اد وود                                        | استفان چاپسکی                               |
| ۱۹۹۵ | Shanghai Triad (Yao a yao yao dao waipo qiao) | Lü Yue                                      |
| ۱۹۹۶ | شکستن امواج                                   | رابی مولر                                   |
| ۱۹۹۶ | مرد مرده                                      | رابی مولر                                   |
| ۱۹۹۷ | کوندان                                        | راجر دیکینس                                 |
| ۱۹۹۸ | خط باریک سرخ                                  | جان تول                                     |
| ۱۹۹۹ | داستان استریت                                 | فردی فرانسیس                                |
| ۲۰۰۰ | ببر خیزان، اژدهای پنهان                       | پیتر پائو                                   |
| ۲۰۰۱ | در حال و هوای عشق                             | کریستوفر دویل و مارک لی پینگ بین            |
| ۲۰۰۲ | دور از بهشت                                   | تاد هینز و ادوارد لاچمن                     |
| ۲۰۰۳ | فیل                                           | هریس سوایدز                                 |
| ۲۰۰۳ | جری                                           | هریس سوایدز                                 |
| ۲۰۰۴ | قهرمان                                        | کریستوفر دویل                               |
| ۲۰۰۵ | ۲۰۴۶                                          | کریستوفر دویل، Lai Yiu Fai و کوان پون لیونگ |
| ۲۰۰۶ | هزارتوی پن                                    | گی‌یرمو نابارو                               |
| ۲۰۰۷ | خون به پا خواهد شد                            | رابرت السویت                                |
| ۲۰۰۸ | میلیونر زاغه‌نشین                              | آنتونی داد منتل                             |
| ۲۰۰۹ | روبان سفید                                    | کریستیان برگر                               |
| ۲۰۱۰ | قوی سیاه                                      | متیو لیباتیک                                |
| ۲۰۱۱ | درخت زندگی                                    | امانوئل لوبزکی                              |
| ۲۰۱۲ | سی دقیقه پس از نیمه‌شب                         | گرگ فریزر                                   |
| ۲۰۱۳ | درون لوین دیویس                               | برونو دل‌بونل                                |
| ۲۰۱۴ | مهاجر                                         | داریوش خنجی                                 |
| ۲۰۱۵ | کارول                                         | ادوارد لاچمن                                |
| ۲۰۱۶ | مهتاب                                         | جیمز لاکستون                                |
| ۲۰۱۷ | گل‌گرفته                                       | ریچل موریسون                                |
| ۲۰۱۸ | رما                                           | آلفونسو کوارون                              |
| ۲۰۱۹ | پرتره بانویی در آتش                           | کلیر ماتون                                  |
| ۲۰۲۰ | اسمال اکس                                     | شابیر کرشنر                                 |
| ۲۰۲۱ | داستان وست ساید                               | یانوش کامینسکی                              |
| ۲۰۲۲ | تاپ گان: ماوریک                               | کلادیو میراندا                              |
| ۲۰۲۳ | اوپنهایمر                                     | هویته ون هویتما                             |
| ۲۰۲۴ | پسران نیکل (فیلم)                             | جومو فری                                    |